# Niekanin
Niekanin – wieś w Polsce położona w województwie zachodniopomorskim, w powiecie kołobrzeskim, w gminie Kołobrzeg.
Przez wieś przebiega droga powiatowa nr 0283Z, łącząca drogę wojewódzką nr 163 ze wsią Pustary.
Ok. 0,5 km na południowy zachód od wsi znajduje się wzniesienie Niekaninka.
W latach 1954–1959 wieś należała i była siedzibą władz gromady Niekanin, po jej zniesieniu w gromadzie Kołobrzeg. 